# 米莱夫山
米莱夫山是東南歐的山峰，位於保加利亞和塞爾維亞接壤的邊境，鄰近博西萊格勒，長16公里、寬12公里，海拔高度1,738米，山體由頁岩、花崗岩和石灰岩組成。